# Manius Valerius Volusus Maximus
Pour les articles homonymes, voir Valerius Volusus et Valerius Maximus.
Manius Valerius Volusus Maximus est un homme politique de la République romaine, dictateur en 494 av. J.-C.

## Famille
Il est le fils de Marcus Valerius Volusus Maximus, consul en 505 av. J.-C., le neveu de Publius Valerius Publicola, quatre fois consul de 509 à 504 av. J.-C., et le frère de Lucius Valerius Potitus Publicola, consul en 483 et 470 av. J.-C.

## Biographie

### Dictature
Il est nommé dictateur en 494 av. J.-C. pour mobiliser les troupes pour une nouvelle guerre contre les Sabins, les Èques et les Volsques, durant la première sécession de la plèbe,. Il aurait pris comme maître de cavalerie Quintus Servilius Priscus Structus, frère du consulaire Publius Servilius Priscus Structus. Les créanciers ont droit d'enchaîner leurs débiteurs et le peuple, écrasé de dettes, veut lutter contre cette situation. Les ennemis de Rome, attentifs aux conflits internes, menacent la République, mais le peuple refuse de se mobiliser, d'autant plus qu'un des consuls de l'année passée, Appius Claudius Sabinus Regillensis, a aggravé la situation déjà très tendue et que les deux consuls de l'année sont incapables de trouver une solution, conspués par les patriciens et les plébéiens.
Les consuls Aulus Verginius Tricostus Caeliomontanus et Titus Veturius Geminus Cicurinus ainsi que les sénateurs lui confient cette magistrature extraordinaire car il appartient à une gens très populaire et qu'il est le neveu de Publius Valerius Publicola, mort dix années auparavant, qui a reçu ce surnom de Publicola, littéralement « ami du peuple ». Le peuple, bien que cette dictature est créée contre lui, accepte de se mobiliser contre les ennemis de Rome, après un nouvel édit empêchant les créditeurs de poursuivre leurs débiteurs quand ces derniers sont à la guerre.
Une fois l'armée mobilisée, il part combattre avec les consuls les Volsques, les Èques et les Sabins, entrés en guerre eux aussi. Il défait les Sabins et les Medullini et s'empare de leur camp. Selon Tite-Live, c'est la victoire la plus mémorable avec celle du lac Régille. Il rentre en triomphe à Rome et reçoit une place particulière dans le Circus Maximus pour lui et ses descendants. Une colonie romaine est créé sur le territoire volsque de Velitrae prit pendant la guerre.
Une fois la guerre terminée avec la victoire du consul Geminus sur les Èques, la crise interne entre patriciens et plébéiens reprend. Le dictateur souhaite améliorer le sort des débiteurs, mais le Sénat s'oppose à lui. En conséquence, il abdique de sa magistrature, sous les éloges de la population. Peu de temps après, toujours en 494 av. J.-C., le Sénat doit faire face à l'insurrection de la plèbe du mont Sacré.

### Fin de carrière
Il est plus tard nommé Princeps senatus, peut-être à l'occasion du census daté de 493 av. J.-C.
Selon Mommsen, il devient membre du collège des augures et meurt en 463 av. J.-C., lors d'une épidémie de peste à Rome, qui emporte aussi selon Tite-Live les deux consuls,.